# 白铅矿
白铅矿（英語：Cerussite）是一种由碳酸铅（PbCO3）组成的矿物，是一种重要的铅矿石。白铅矿的英文名来自拉丁语“cerussa”，意为“白铅”。
白铅矿以斜方晶系结晶，与霰石同晶。像霞石一样，它经常产生孪晶，复合晶体呈假六角形。三个晶体通常在棱镜的两个面上孪生在一起，产生六射线星状群，各个晶体以接近60°的角度交叉。晶体经常出现，它们通常具有非常明亮和光滑的表面。该矿物还以致密的颗粒状存在，有时以纤维状形式存在。该矿物通常为无色或白色，有时呈灰色或绿色，从透明到半透明不等，带有金刚光泽。它非常脆，并且有贝壳状断口。它的莫氏硬度为3 - 3.75，比重为6.5。
该矿物可以通过其特有的孪晶特征以及金刚光泽和高比重来轻松识别。在稀硝酸中起泡溶解。吹管测试顯示它很容易熔断，并给出含铅的指標。
白铅矿经常被大量发现，铅含量高达77.5%。

## 圖集

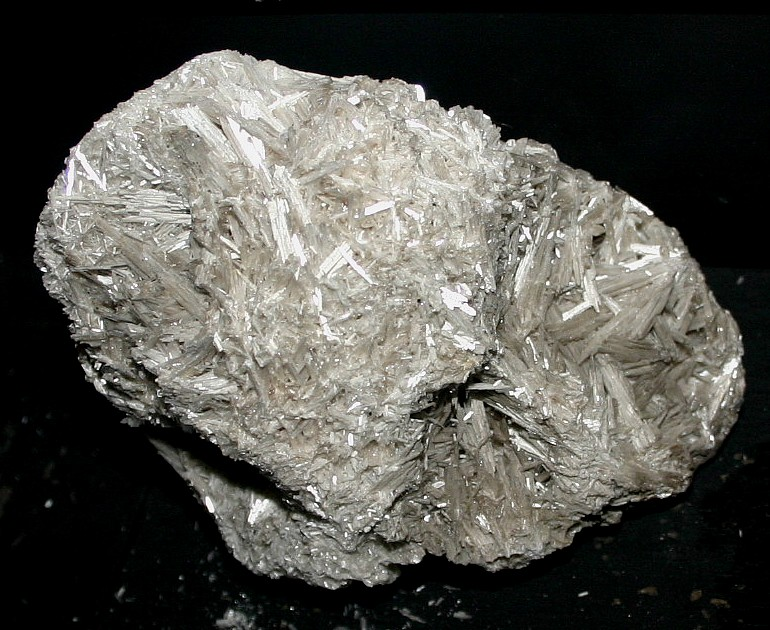
白铅矿晶体，一种次生铅矿石
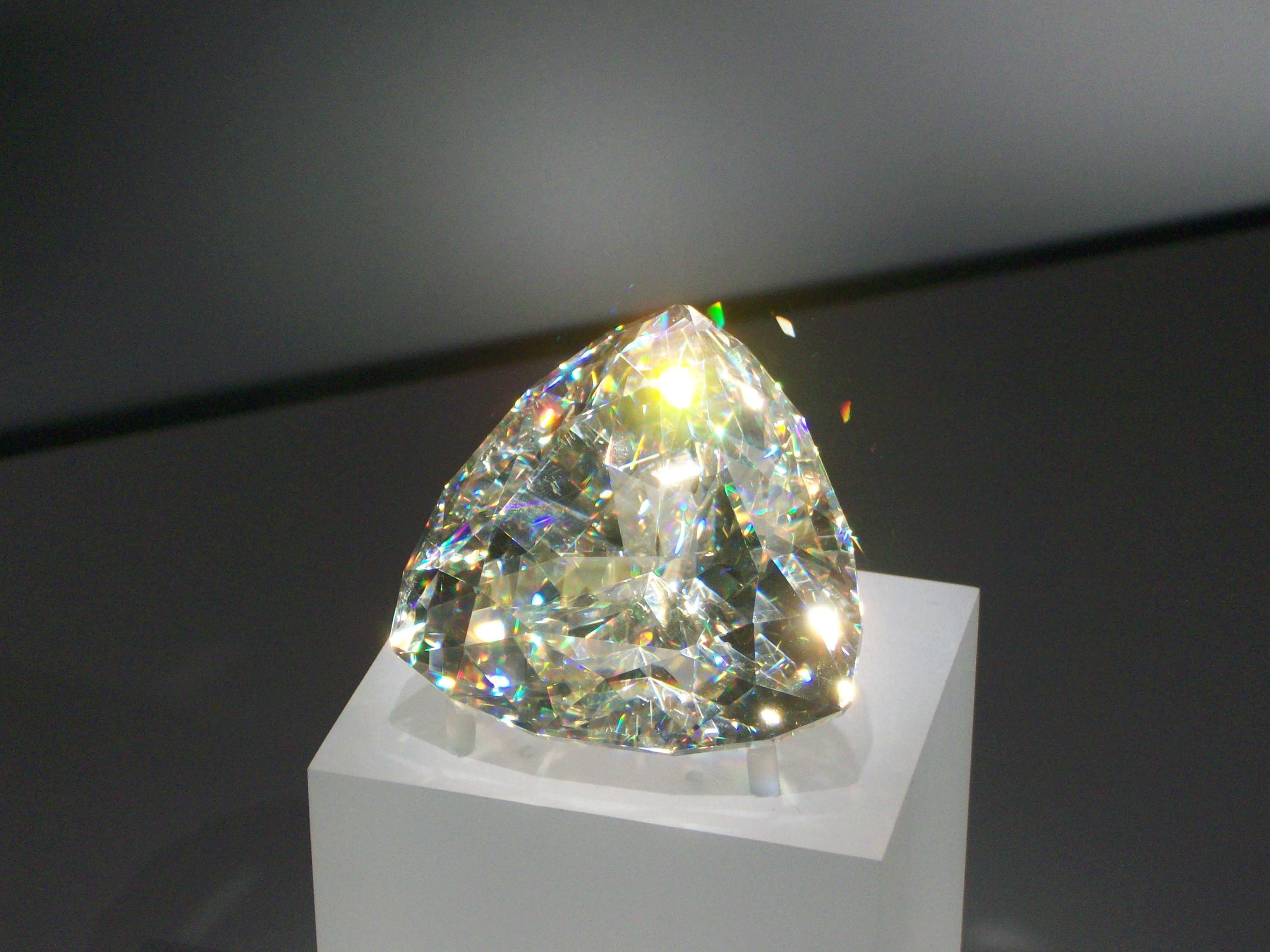
890克拉的“沙漠之光”（位于多伦多皇家安大略博物馆）是世界上最大的多面白铅矿。
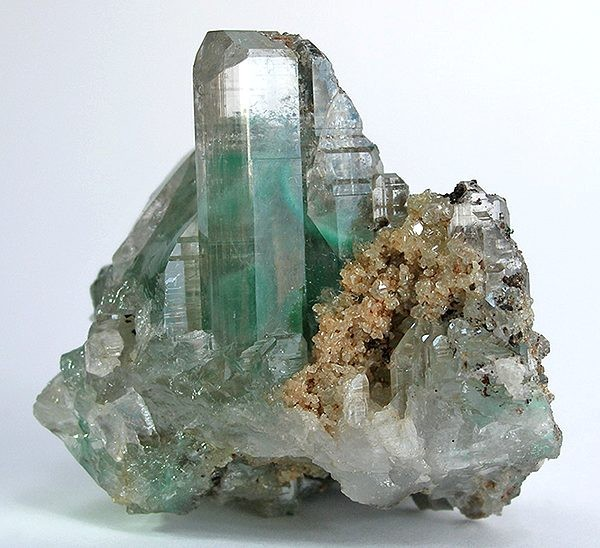
由一些浅绿色孔雀石包裹的无色白铅矿晶体
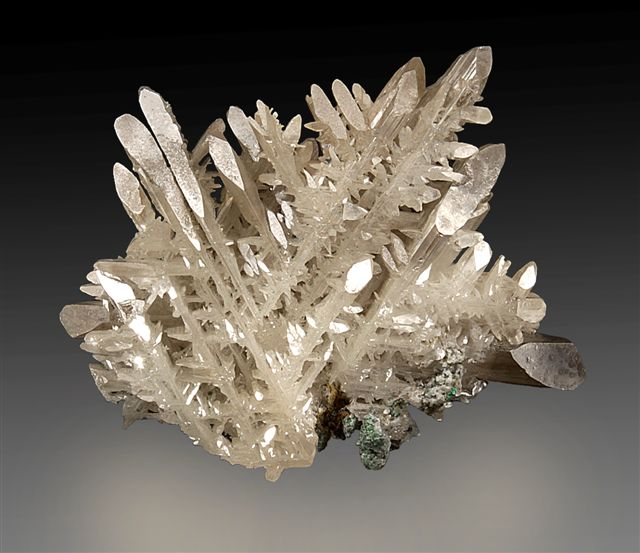
网状生长的良好示例